# Azizam
«Azizam» (عزیزم) — песня британского певца Эда Ширана. Она была выпущена 4 апреля 2025 года собственным лейблом Ширана Gingerbread Man Records и распространена Warner Records в качестве лид-сингла его предстоящего восьмого студийного альбома Play. Трек был написан и спродюсирован Шираном, Ильёй Салманзаде, Джонни МакДейдом и Саваном Котечей. CD-сингл и 7-дюймовый сингл будут выпущены 30 апреля 2025 года, включая эксклюзивный бонус-трек «Crashing».

## Композиция
Слово «Azizam» происходит из персидского языка и буквально переводится как «мой дорогой» или «мой любимый».
В треке звучит энергичный танцевальный ритм с влиянием персидской музыки. В записи песни приняли участие несколько иранских и индийских исполнителей, которые играли на таких инструментах, как гхатам, даф, сантур, молоточковая цимбала или лютня, а также исполняли бэк-вокал. «Azizam» была вдохновлена женой Ширана (Cherry Seaborn) и их любовными отношениями.
Певец объяснил смысл песни и процесс ее создания на своих страницах в социальных сетях:
«Несмотря на то, что она совершенно не похожа на все, что я делал раньше, „Azizam“ кажется мне знакомой. Я хотел создать в песне атмосферу вечеринки, и Илья Салманзаде, с которым я работал над треком, помог воплотить это в жизнь. С ним было так вдохновляюще работать. Я написал „Azizam“ после того, как [Салманзаде] предложил попробовать сделать музыку, вдохновленную его персидским наследием и культурой. Мне нравится узнавать о музыке и разных культурах, чем больше я путешествую и общаюсь с людьми. Это было похоже на открытие двери в совершенно новый и захватывающий мир. Мне понравилось, что многие ритмы, гаммы, мелодии и инструменты отличались, но были похожи на ирландскую трад-музыку, на которой я вырос. Я поняла, что музыка объединяет всех нас и действительно является универсальным языком»..

## Продвижение
15 марта 2025 года Ширан дебютировал с песней «Azizam» во время неожиданного уличного выступления в Новом Орлеане. Четыре дня спустя на YouTube состоялась премьера 30-секундного фрагмента песни «Azizam».

## Отзывы
Рецензируя «Azizam» для The Guardian, Алексис Петридис написал, что песня на первый взгляд кажется некоммерческой мелодией, но «как только вы слышите конечный результат, она имеет примерно такое же отношение к персидской музыке, как „Galway Girl“ к пению шон-но (sean-nós)», подчеркивая, что «ближневосточный оттенок имеет контр-мелодия, которая появляется во время припева, но все остальное — чисто англосаксонское».

## Музыкальное видео
Сопровождающий клип с ирано-британским комиком Омидом Джалили в главной роли был снят в Южном Лондоне в середине февраля 2025 года, после того как Ширан завершил индийский этап своего тура ±=÷×.
Официальное видео для песни вышло 4 апреля 2025 года на аккаунте Ширана на канале YouTube.

## Список треков
- CD и 7-дюймовый сингл[7][8]

1. «Azizam»
2. «Crashing»

## Участники записи
По данным YouTube.
- Эд Ширан — вокал, автор, продюсирование, гитара
- Илья Салманзаде — автор, продюсирование, бас, ударные, клавишные, бэк-вокал, программирование, инжиниринг
- Джонни МакДэйд — автор, продюсирование, гитара, бэк-вокал
- Саван Котеча — автор, продюсирование, бэк-вокал
- Ганеш Мурали — гхатам, тамбурин
- Джайеш Катхак — даф
- Тапас Рей — сантур, молоточковая цимбала, лютня
- Анди — бэк-вокал
- Араш — бэк-вокал
- Сербан Генеа — сведение
- другие

## Чарты

### Еженедельные чарты
| Чарт (2025)                                   | Высшая позиция |
| --------------------------------------------- | -------------- |
| Австралия (ARIA)                              | 20             |
| Австрия (Ö3 Austria Top 40)                   | 12             |
| Бельгия/Фландрия (Ultratop 50)                | 1              |
| Бельгия/Валлония (Ultratop 50)                | 2              |
| Канада (Billboard Canadian Hot 100)           | 12             |
| Канада AC (Billboard)                         | 3              |
| Канада CHR/Top 40 (Billboard)                 | 6              |
| Канада Hot AC (Billboard)                     | 3              |
| СНГ (TopHit)                                  | 1              |
| Хорватия (International Airplay, Top lista)   | 1              |
| Чехия (Rádio — Top 100)                       | 7              |
| Чехия (Singles Digitál Top 100)               | 80             |
| Дания (Tracklisten)                           | 9              |
| Эстония (TopHit)                              | 1              |
| Финляндия (Radiosoittolista Airplay)          | 1              |
| Франция (SNEP)                                | 24             |
| Германия (GfK)                                | 6              |
| Мир (Billboard Global 200)                    | 17             |
| Венгрия (Rádiós Top 40)                       | 4              |
| Израиль (International Airplay, Media Forest) | 1              |
| Ирландия (IRMA)                               | 13             |
| Исландия (Tónlistinn)                         | 20             |
| Италия (FIMI)                                 | 73             |
| Япония (Japan Hot 100)                        | 48             |
| Латвия (Airplay, LaIPA)                       | 1              |
| Литва (AGATA)                                 | 62             |
| Литва Airplay (TopHit)                        | 1              |
| Нидерланды (Dutch Top 40)                     | 1              |
| Нидерланды (Single Top 100)                   | 8              |
| Новая Зеландия (Recorded Music NZ)            | 29             |
| Норвегия (VG-lista)                           | 12             |
| Польша (Polish Airplay Top 100)               | 3              |
| Румыния (Romanian Radio Airplay)              | 1              |
| Словакия (Rádio — Top 100)                    | 2              |
| Словакия (Singles Digitál Top 100)            | 67             |
| Швеция (Sverigetopplistan)                    | 8              |
| Швейцария (Schweizer Hitparade)               | 5              |
| Великобритания (OCC UK Singles)               | 3              |
| США (Billboard Hot 100)                       | 28             |
| США (Billboard Adult Contemporary)            | 10             |
| США (Billboard Adult Pop Airplay)             | 4              |
| США (Billboard Dance/Mix Show Airplay)        | 34             |
| США (Billboard Pop Airplay)                   | 8              |

## Сертификации
| Регион                                                                      | Сертификация | Продажи |
| --------------------------------------------------------------------------- | ------------ | ------- |
| Австралия (ARIA)                                                            | Золотой      | 35 000  |
| Канада (Music Canada)                                                       | Золотой      | 40 000  |
| Дания (IFPI Danmark)                                                        | Золотой      | 45 000  |
| Франция (SNEP)                                                              | Золотой      | 100 000 |
| Великобритания (BPI)                                                        | Золотой      | 400 000 |
| Данные о продажах + прослушиваниях приведены только на основе сертификации. |              |         |